# Jay R
Gaudencio Sillona III, född 1 februari 1981 i Los Angeles, mer känd under sitt artistnamn Jay R, är en filippinsk sångare och skådespelare som är född i USA.
Han har släppt sex studioalbum mellan 2003 och 2010.

## Diskografi
- 2003 – Gameface
- 2005 – Jay R
- 2006 – Christmas Away from Home
- 2008 – Soul in Love
- 2008 – Holiday of Love (ny version av Christmas Away from Home)
- 2010 – Jay R Sings OPM LOve Classics